# OTI 1997
La XXVI edición del Gran Premio de la Canción Iberoamericana o el Festival de la OTI fue celebrado entre 24 y 25 de octubre de 1997 en la Plaza Mayor de Lima, Perú, ante un centenar de espectadores. La capital peruana volvió a realizar el festival después de 15 años sin realizarse. En esta edición tuvo la particularidad de ser realizada al aire libre como en el Festival de la OTI de 1995 y de constar de una semifinal y una final, como ocurrió en el Festival OTI de la Canción en 1991 y 1994. Contó con la participación de las 22 canciones, de las que pasaron 10 a la final, incluyendo a Perú que por ser el anfitrión estaba directamente clasificado. La organización del evento corrió por parte de América Televisión; durante la semifinal se dieron algunos problemas técnicos que impidieron la recepción de la gran parte de la gala de los países como España.

## Semifinalistas
Entre los contendientes que no pasaron a la final de aquel festival fueron el guatemalteco Francisco Calvillo, quien es el renombrado actor que empezaba su carrera en aquellos años como cantante. Colombia, que tampoco se clasificó para la fase culminante y estuvo representada por Andrés Cabas, que es un artista que despuntaría en su país en los años siguientes y cuyo padre, Eduardo Cabas, quien compuso la canción Campesino de ciudad en el Festival de la OTI de 1975 y que era defendida por la entonces Leonor González Mina y quien se quedó con el tercer puesto.
Por otro lado, los panameños Ricardo y Alberto, que posteriormente serían conocidos como Gaitanes, y que cayeron en la semifinal, al igual que la portuguesa Ágata, que es llamada en realidad como Fernanda da Sousa, integrante del grupo pop portugués Doce y que estuvo entre 1985 y 1987. El estadounidense Luis Damón tampoco pasó a la final pese a que estaba nominado en 1997 al Premio Lo Nuestro Award for Tropical New Artist of the Year, organizado por Univisión.

## Finalistas
Quien sí que pasó a la final fue el veterano cantante de tango y actor argentino Raúl Lavié, casado durante muchos años con Pinky Satragno, quien fue la presentadora del Festival de la OTI de 1988. Entre los finalistas estuvo también la cubana Tania Tania y quien se consideró injustamente tratada en las declaraciones a la prensa internacional pues no obtuvo una plaza entre los tres primeros lugares.
La canción ganadora fue "Se diga lo que se diga" de Iridian, representación a México, país que obtenía su sexta victoria en el festival. En el segundo puesto fue para Erick León en representación a Costa Rica, pues sería la mejor clasificación en la historia del país. En el tercer puesto fue para España, pues era representada por el dúo La Plata.

## Participantes
| País                 | Título de la canción         | Título de la canción         |
| País                 | Artista                      | Idioma                       |
| -------------------- | ---------------------------- | ---------------------------- |
| Argentina            | «Sin tu mitad»               | «Sin tu mitad»               |
| Argentina            | Raúl Lavié                   | Español                      |
| Bolivia              | «El lugar donde te amé»      | «El lugar donde te amé»      |
| Bolivia              | Crissel Bolívar              | Español                      |
| Chile                | «Nunca sabrás cuánto te amo» | «Nunca sabrás cuánto te amo» |
| Chile                | Rachel                       | Español                      |
| Colombia             | «Mis amigos»                 | «Mis amigos»                 |
| Colombia             | Andrés Cabas                 | Español                      |
| Costa Rica           | «La hora cero»               | «La hora cero»               |
| Costa Rica           | Erick León                   | Español                      |
| Cuba                 | «Golondrina»                 | «Golondrina»                 |
| Cuba                 | Tania Tania                  | Español                      |
| Ecuador              | «Te quiero»                  | «Te quiero»                  |
| Ecuador              | Luis Caicedo                 | Español                      |
| El Salvador          | «Cantándole a la vida»       | «Cantándole a la vida»       |
| El Salvador          | Rafael Alfaro                | Español                      |
| España               | «Como humo de tabaco»        | «Como humo de tabaco»        |
| España               | La Plata                     | Español                      |
| Estados Unidos       | «Piel de azúcar»             | «Piel de azúcar»             |
| Estados Unidos       | Luis Damón                   | Español                      |
| Guatemala            | «Inocencia perdida»          | «Inocencia perdida»          |
| Guatemala            | Francisco Calvillo           | Español                      |
| Honduras             | «¿Donde está el amor?»       | «¿Donde está el amor?»       |
| Honduras             | Tony Castellanos             | Español                      |
| México               | «Se diga lo que se diga»     | «Se diga lo que se diga»     |
| México               | Iridian                      | Español                      |
| Nicaragua            | «Minuto a minuto»            | «Minuto a minuto»            |
| Nicaragua            | Keyla                        | Español                      |
| Panamá               | «De que nos vale»            | «De que nos vale»            |
| Panamá               | Ricardo y Alberto            | Español                      |
| Paraguay             | «Las cuentas claras»         | «Las cuentas claras»         |
| Paraguay             | Cecilia Kunert               | Español                      |
| Perú                 | «Un lugar sin fronteras»     | «Un lugar sin fronteras»     |
| Perú                 | Fabiola de la Cuba           | Español                      |
| Portugal             | «Abandonada»                 | «Abandonada»                 |
| Portugal             | Ágata                        | Portugués                    |
| Puerto Rico          | «Almas solas»                | «Almas solas»                |
| Puerto Rico          | Ángel Joel Peña              | Español                      |
| República Dominicana | «El amor que tuve»           | «El amor que tuve»           |
| República Dominicana | Audrey Campos                | Español                      |
| Uruguay              | «Sin tu amor»                | «Sin tu amor»                |
| Uruguay              | Javier Fernández             | Español                      |
| Venezuela            | «Nada igual que tu amor»     | «Nada igual que tu amor»     |
| Venezuela            | Félix Valentino              | Español                      |

## Resultados
| País                            | Artista(s)         | Canción                    | Posición | Diriector de la orquesta |
| México                          | Iridian            | Se diga lo que se diga     | 1        | Pedro Alberto Cárdenas   |
| Costa Rica                      | Erick León         | La hora cero               | 2        | Álvaro Esquivel          |
| España                          | La Plata           | Como humo de tabaco        | 3        | Víctor Salazar           |
| Venezuela                       | Félix Valentino    | Nada igual que tu amor     | Fin.     | Alejandro Salas          |
| Chile                           | Rachel             | Nunca sabrás cuánto te amo | Fin.     | René Calderón            |
| Paraguay                        | Cecilia Kunert     | Las cuentas claras         | Fin.     | Óscar Cardozo Ocampo     |
| Cuba                            | Tania Tania        | Golondrina                 | Fin.     | Víctor Salazar           |
| República Dominicana            | Audrey Campos      | El amor que tuve           | Fin.     | Manuel Tejada            |
| Perú                            | Fabiola de la Cuba | Un lugar sin fronteras     | Fin.     | Víctor Salazar           |
| Argentina                       | Raúl Lavié         | Sin tu mitad               | Fin.     | Víctor Salazar           |
| Uruguay                         | Javier Fernández   | Sin tu amor                | Desc.    | Julio Frade              |
| Portugal                        | Ágata              | Abandonada                 | Desc.    | Víctor Salazar           |
| Ecuador                         | Luis Caicedo       | Te quiero                  | Desc.    | Claudio Jácome           |
| Estados Unidos                  | Luis Damón         | Piel de azúcar             | Desc.    | Víctor Salazar           |
| El Salvador                     | Rafael Alfaro      | Cantándole a la vida       | Desc.    | Víctor Salazar           |
| Bolivia                         | Crissel Bolívar    | El lugar donde te amé      | Desc.    | Huascar Bolívar Vallejo  |
| Colombia                        | Andrés Cabas       | Mis amigos                 | Desc.    |                          |
| Nicaragua                       | Keyla              | Minuto a minuto            | Desc.    |                          |
| Guatemala                       | Francisco Calvillo | Inocencia perdida          | Desc.    | Roberto Estrada          |
| Panamá                          | Ricardo y Alberto  | De qué nos vale            | Desc.    |                          |
| Honduras                        | Tony Castellanos   | ¿Dónde está el amor?       | Desc.    |                          |
| Puerto Rico                     | Ángel Joel Peña    | Almas solas                | Desc.    | Ángel "Cucco" Peña       |
| Lugar: Plaza Mayor - Lima, Perú |                    |                            |          |                          |

## Miembros del jurado internacional
Los miembros del jurado internacional fueron los siguientes:
| País      | Jurado         |
| --------- | -------------- |
| España    | Los del Río    |
| México    | Yuri           |
| Cuba      | Delia Fiallo   |
| Colombia  | Kike Santander |
| Perú      | Javier Garués  |
| Venezuela | Mariela Alcalá |
| Argentina | Luis Aguilé    |
| España    | Jordi          |
| Perú      | Claudia Dopft  |